# Synagoga v Plaňanech
Synagoga v Plaňanech je bývalá synagoga ve středočeské obci Plaňany v okrese Kolín. V současné době[kdy?] ji využívá sbor Československé církve husitské.

## Historie

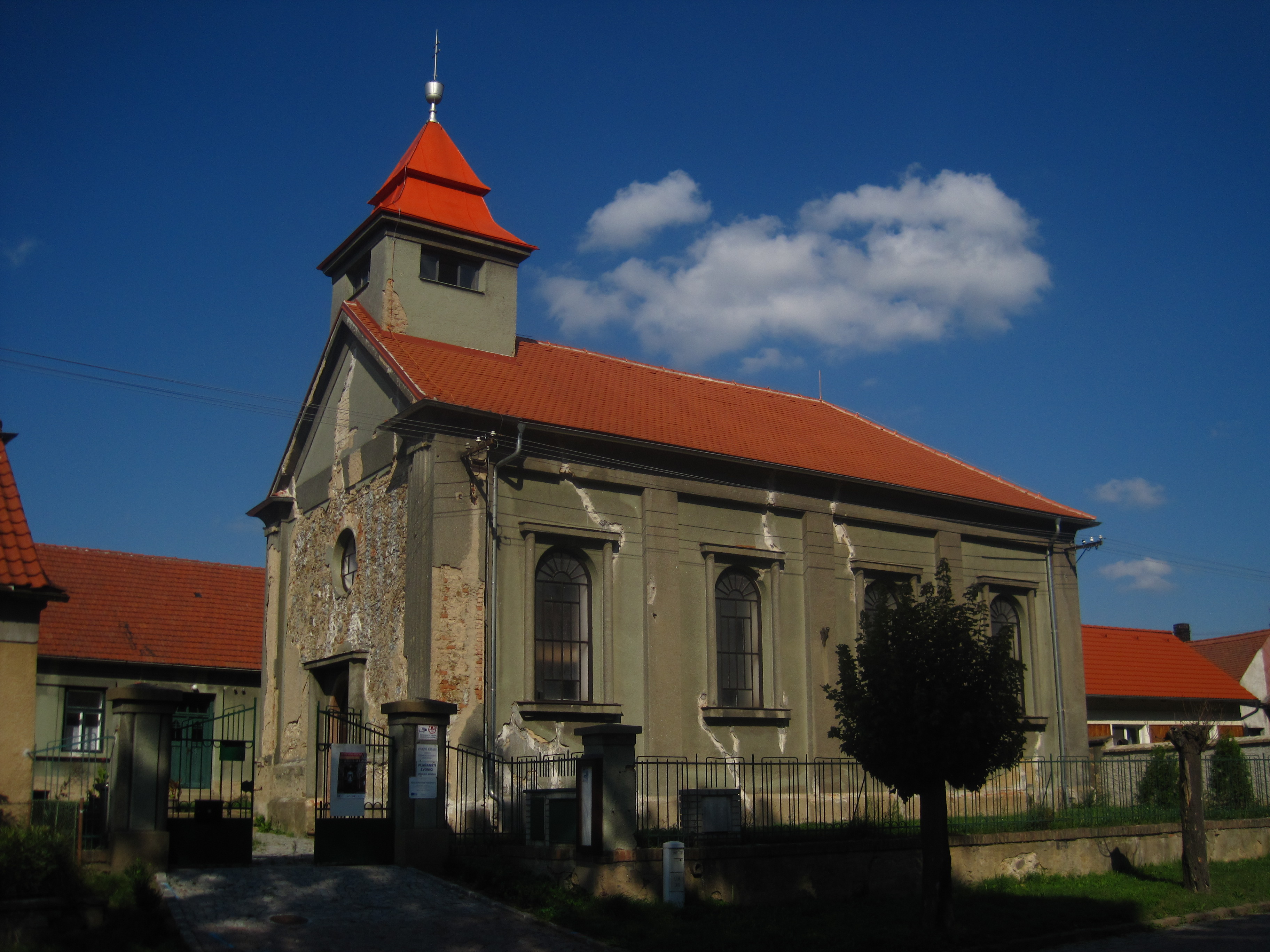
Synagoga v Plaňanech

Synagoga byla vystavěna v roce 1864 v eklektickém empírovém slohu. Profanovaná synagoga je od roku 2006 chráněna jako kulturní památka.
Objekt na konci 20. let 20. století zakoupila pro své potřeby Československá církev husitská a přestavěla ji na modlitebnu.